# Ernst Rupprecht
Ernst Rupprecht (* 1910 in Neuffen; † 23. Juli 1941 bei Stadnica in der Ukraine) war ein deutscher Klassischer Philologe.
Rupprecht studierte an der Berliner Universität Klassische Philologie. Sein einflussreichster akademischer Lehrer war der Religionswissenschaftler Ludwig Deubner, der ihn zu seiner Dissertation anregte: Rupprecht edierte auf seine Veranlassung hin einen 1907 in Ägypten entdeckten Kodex des Lebens der Ärzteheiligen Kosmas und Damian.
Nach der Promotion arbeitete Rupprecht als Assistent an der Universität zu Köln, wo ihn besonders Josef Kroll beeinflusste. Rupprecht beschäftigte sich hauptsächlich mit der griechischen Philosophie der Spätantike und ihren Zusammenhängen mit dem Christentum.
Beim Ausbruch des Zweiten Weltkriegs wurde Rupprecht zum Kriegsdienst einberufen. Die ersten Monate verbrachte er in der Garnison, wodurch er die Möglichkeit hatte, sich 1940 während des Urlaubs in Köln zu habilitieren und seine Probevorlesung zu halten. Anschließend wurde Rupprecht in den Offensiven in Serbien und Russland eingesetzt. Er fiel am 23. Juli 1941 in der Ukraine im Alter von 31 Jahren.

## Schriften (Auswahl)
- Cosmae et Damiani vita et miracula e codice Londinensi primum edita. Berlin 1935 (Dissertation)
- Die Schrift vom Staate der Athener: Interpretationen. Leipzig 1939. Nachdruck Aalen 1962